# (77) Фригга
(77) Фригга (лат. Frigga) — астероид главного пояса, принадлежащий к металлическому спектральному классу M. Он был открыт 12 ноября 1862 года американским астрономом Кристианом Петерсом в обсерватории Литчфилд, США и назван в честь Фригг, жены Одина и верховной богини в германо-скандинавской мифологии.

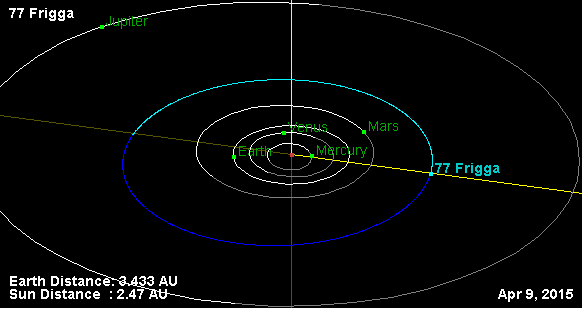
Орбита астероида Фригга и его положение в Солнечной системе

По результатам анализа изменения кривой блеска астероида в 1982 году был определён период вращения Фригги. Диаметр астероида был определён по результатам наблюдений, проведённых с помощью космической лаборатории IRAS.